# Gekidol
Gekidol (ゲキドル?) es una franquicia multimedia japonesa. Consiste en una serie de manga, titulada como "Gekidol Alive", que se ha serializado en Dengeki Maoh desde diciembre de 2016, un OVA, titulado "Alice in Deadly School", lanzado en enero de 2021, una serie de televisión de anime, que se emitió de enero a marzo de 2021, y una obra de teatro

## Personajes
Seria Morino (守野 せりあ Morino Seria?)
 Seiyū: Hikaru Akao
Airi Kagami (各務 あいり Kagami Airi?)
 Seiyū: Chihira Mochida
Izumi Hinazaki (雛咲 いずみ Hinazaki Izumi?)
 Seiyū: Ayaka Suwa
Kaworu Sakakibara (榊原 かをる Sakakibata Kaworu?)
 Seiyū: Kana Hanazawa
Muñeca (ドール?)
 Seiyū: M·A·O
Akari Asagi (浅葱 晃 Asagi Akari?)
 Seiyū: Nozomi Yamamoto
Manami Fujita (藤田 愛美 Fujita Manami?)
 Seiyū: Asami Takano
Kazeharu Yamamoto (山本 和春 Yamamoto Kazeharu?)
 Seiyū: Aya Akiyoshi
Mayuri Nakamura (中村 繭璃 Nakamura Mayuri?)
 Seiyū: Amina Sato
Hirokazu Takezaki (竹崎 宏和 Takezaki Hirokazu?)
 Seiyū: Kohsuke Toriumi
Makoto Higuchi (樋口 真琴 Higuchi Makoto?)
 Seiyū: Sarara Yashima
Tomoko Hinata (日向 智子 Hinata Tomoko?)
 Seiyū: Kaori Mizuhashi

## Contenido de la obra

### Manga
Una serie de manga escrita por Kazuya Hatazawa e ilustrada por Asami Sekiya, titulada "Gekidol Alive", comenzó a serializarse en Dengeki Maoh el 27 de diciembre de 2016.

### Anime
El proyecto se anunció por primera vez en diciembre de 2015. En septiembre de 2020, se anunció que la serie sería producida por Hoods Entertainment y dirigida por Shigeru Ueda, siendo el escritor principal Keiichirō Ōchi y la composición de la serie acreditada al Comité de Producción de Gekidol, Kiyoshi Tateishi diseñando los personajes y Prhythm/epx componiendo la música. La serie se emitió en AT-X del 5 de enero al 23 de marzo de 2021. Funimation obtuvo la licencia de la serie fuera de Asia.